# Suthep Thaugsuban
Suthep Thaugsuban (tiếng Thái: สุเทพ เทือกสุบรรณ; RTGS: Suthep Thueaksuban, [sù.tʰêːp tʰɯ̂ːak.sù.ban])(sinh ngày 7 tháng 7 năm 1949, tại Tha Sathon, Quận Phunphin, tỉnh Surat Thani)  là một chính trị gia người Thái Lan và thành viên của Hạ viện Thái Lan ở tỉnh Surat Thani. Ông là cựu phó thủ tướng của Thái Lan.